# سارة تريمر
سارة تريمر (بالإنجليزية: Sarah Trimmer)‏، ولدت في السادس من يناير عام 1741، وتوفيت في الخامس عشر من نوفمبر عام 1810. كانت كاتبة وناقدة لأدب الأطفال البريطاني في القرن الثامن عشر، وعملت أيضًا كمصلحة تربوية. وقد أسهمت مجلتها «غارديان للتعليم» في تحديد هوية هذا النوع الجديد من الأدب وانتشاره؛ حيث كان لمجلتها السبق في مراجعة وتقييم أدب الأطفال، وأصبحت هي المصدر الأول الذي انبثق منه هذا النوع من الأدب؛ حيث أنها رسمت معالمه، وسطرت قوانينه التي ما يزال يستخدمها الأدباء حتى اليوم. وقد اشتهر كتابها «قصص خرافية» على نطاق واسع، واستمرت طباعته لأكثر من قرن، بل وقد ألهم عددًا من الكتاب لتأليف قصص الحيوان للأطفال.
كانت تريمر لا تدخر وسعًا في فعل الخير؛ فقد أسست عددًا من مدارس الأحد، والمدارس الخيرية في مقاطعتها. ومن أجل أن تطور هذه المشاريع التربوية؛ فقد قامت بكتابة مقررات الكتب المدرسية وإرشادات لأولئك النساء اللاتي سيشرعن في تأسيس مدارسهن الخاصة. وقد ألهمت جهود تريمر المضنية نساء أخريات مثل هانا مور التي قامت بتأسيس برامج لمدرسة الأحد، ووجهت كتاباتها للأطفال والفقراء.
وقد كُرست تريمر أعمالها للإبقاء على عدد من جوانب الوضع السياسي والاجتماعي في وقتها آنذاك. مثل الكنيسة الأنجليكانية العليا؛ حيث أنها أسهمت في تنمية الكنيسة الإنجليزية، وتعليم الأطفال والفقراء المذاهب المسيحية. وقد أوضحت كتاباتها مزايا تباين الطبقات الاجتماعية؛ معللة ذلك بأن كل طبقة يجب أن تلتزم بالمكانة التي أقامها الله فيها. ولم تكف تريمر عن سؤال الآخرين- كالنساء وأفراد عائلتها-أثناء دعمها للعديد من الأيديولوجيات السياسية والاجتماعية التقليدية.

## السنوات الأولى
ولدت تريمر في السادس من يناير عام 1741 في إبسوتش، إنجلترا. وهي ابنة جون كيربي جوشوا، وسارة بيل. كان جون فنانًا، وفيما بعد أصبح رئيسًا لمجتمع الفنانين. وكان لتريمر أخ أصغر منها اسمه ويليام، كانت تفوقه براعة في الكتابة؛ حتى أنها أحيانًا كانت تكتب له بعض المقالات التي تُطلب منه في المدرسة. وكفتاة صغيرة آنذاك، فقد التحقت تريمر بمدرسة السيدة جوستينر الواقعة في إبسوتش، ولطالما كانت هذه إحدى ذكرياتها المحببة إلى قلبها. وفي عام 1755 انتقلت العائلة إلى لندن؛ ذلك لأن والدها-الذي أسهم بعددٍ من الأعمال المهمة في مجال الرسم المنظوري-أصبح مُعلم الرسم المنظوري لأمير ويلز. وبسبب ارتباط والدها بالوسط الفني ومعارفه به، فإن الفرصة قد أتيحت لتريمر أن تُقابل كلاَ من الرسام وليام هوغارث، وتوماس غينزبورو. كما أنها قابلت فيما بعد الكاتب والناقد الأسطوري صموئيل جونسون. وقد أعربت عن انطباعها الجيد عن جونسون؛ عندما قامت فورًا بعمل نسخة جيب لها من الملحمة الشعرية "الفردوس المفقود" (1667) لجون ميلتون؛ من أجل أن تساعد في تسوية النزاع بين جونسون وأبيها حول فقرة معينة. وقد شعر جونسون بسعادةٍ غامرة أنها معجبة بالشاعر ميلتون لهذه الدرجة التي جعلتها تحمل أعماله معها في جميع الأوقات." وفيما بعد دعاها إلى منزله، وأهداها عددًا من مجلته الشهيرة "الهائم". وفي عام 1759 وبناء على طلب تلميذ أبيها السابق أمير ويلز -الذي سرعان ما أصبح هو جورج الثالث- فقد أصبح والدها هو كاتب الأعمال المنزلية الملكية في قصر كيو، وعلى إثره فقد انتقلت العائلة للعيش في كيو. وهناك التقت جيمس تريمر، وتم عقد قرانهما في الحادي والعشرين من سبتمبر عام 1762، وبعد زواجهما انتقلا للعيش في أولد برانتفورد.

## الأمومة والعمل الخيري
كانت تريمر تعيش على مقربةٍ من والديها، فكانت تمشي كل يوم بعد زواجها لزيارة أبيها، وفيما بعد أخذ يُرافِقَها أكبر أبنائها. لتريمر وزوجها اثني عشر طفلًا-ست فتيات وستة فتيان-وكانت تُعنى بتعليم صغارها، بل كانت تَعُد هذا الأمر واحدًا من مسؤولياتها كأم ومعلمة؛ وهو الأمر الذي أثار اهتمامها بالتعليم.

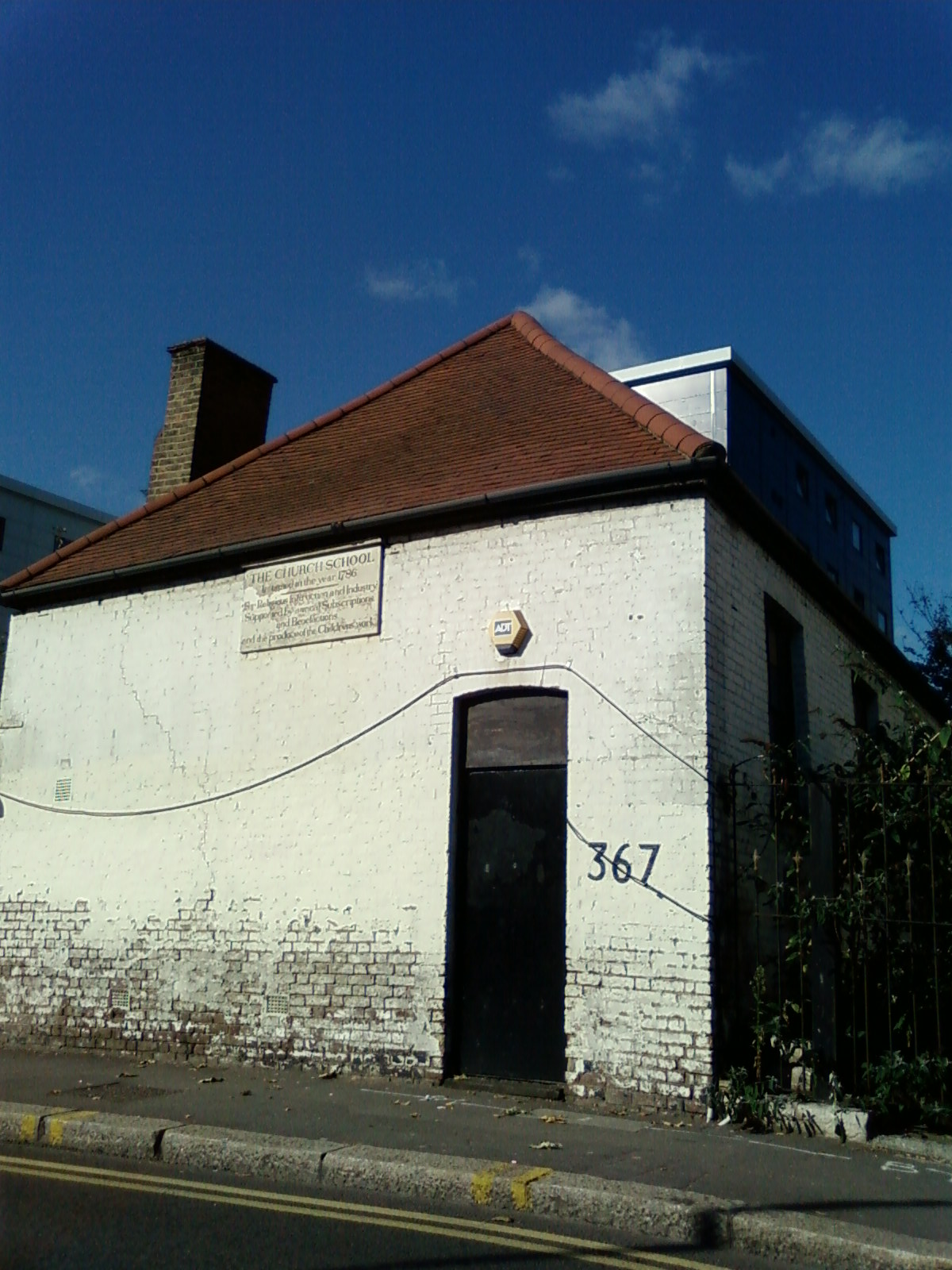
مدرسة الأحد التي أنشأتها سارة تريمر في برينتفورد

استوحت تريمر إلهامها من روبرت رايكس، فأصبحت هي أيضًا إحدى الناشطات في حركة مدارس الأحد، وقامت بتأسيس أول مدرسة للأطفال الفقراء في أولد برانتفورد في عام 1786. ثم قامت هي واثنان من الوزراء في مقاطعتها-تشارلز ستارجس، وتشارلز كوتس- بتخصيص مساعدة مالية، وإنشاء عدد من المدارس للأطفال الفقراء في الحي. في البداية أراد خمسمائة طفل الالتحاق بهذه المدارس، ولكن مدارسها لن تستطع أن تستوعب هذا العدد الهائل من الأطفال؛ لذلك قررت استبعاد من هم دون الخامسة، وأن يُسمح لطفلٍ واحد فقط من العائلة بالالتحاق. أُسست ثلاث مدارس في المقاطعة، وكل واحدة كانت تضم حوالي ثلاثين طالبًا. واحدة خُصِصَت للأولاد الكِبَار، وواحدة للأولاد الصِغَار، وأخيرًا واحدة للفتيات. في حين دعا بعض المصلحين التربويين في تلك الفترة -مثل ماري ولستونكرافت- إلى التعليم المُختًلًط، لكن تريمر كانت تُعارض مثل تلك التغيرات التربوية، وكانت تُؤمن بأنه يجب أن يتلقى كلا الجنسين تعليمه على حدة. تعلم الأطفال القراءة؛ من أجل أن يتمكنوا فيما بعد من قراءة الكتاب المقدس. وتم توعية الطلاب أيضًا للحفاظ على نظافتهم الشخصية«أعطيت هدية مكونة من فرشاة ومشط لكل من أراد.» وقد ذاع صيت مدارس تريمر، ونالت إعجاب الكثيرين حتى أن رايكس-مصدر إلهامها- أوصى أولئك الذين يحتاجون مساعدة في إدارة مدارس الأحد أن يلجئوا إلى تريمر. حتى الملكة تشارلوت طلبت مشورة تريمر حول تأسيس مدرسة أحدٍ في ويندسور.
ولعل زيارتها للملكة قد حفزتها لكتابة «اقتصاد الأعمال الخيرية» وفيه وصفت إمكانية القراء-ولاسيما النساء- في تأسيس مدارس الأحد في مجتمعاتهم المحلية. وتطرقت تريمرفي كتابها لعدد من المواضيع الأخرى المهمة. وقد صرّح مشجعي مدارس الأحد مثل تريمر ورايكس بأن هذه المدارس من شأنها أن تساعد في السيطرة على الاضطرابات الاجتماعية المتزايدة التي تواجه الفقراء، في حين كان لمنتقديها رأي آخر؛ فقد ظنوا أن تلك المدارس سوف تشجع فقط على الاضطرابات الاجتماعية التي كانوا يحاولون إخمادها.فعلى سبيل المثال أصدر المحترم جون بينج تحذيرًا هامًا ذَكَرَ فيه «أن تعليمهم ليس فقط سيؤدي إلى مقدرتهم على قراءة تلك المنشورات التي تُثير القلاقل وتدعو إلى الشغب، وتلك الكتب والمطبوعات المعادية للمسيحية...بل ستجعلهم أيضًا غير ملائمين لأداء الوظائف الشاقة التي حتمتها عليهم مكانتهم في المجتمع.» وافقت تريمر على أن الله «قَدَرَ» للفقراء أن يكونوا فقراء، إلا أنها احتجت على أن مدارسها تُعزز ذاك التسلسل الاجتماعي الإلهي.
وعلت أصوات الجدال حول مدارس الأحد في الكنائس، والبرلمان، والصحف. وعندما تم نشر كتابها «اقتصاد الأعمال الخيرية» وُجد أنها تطرقت إلى هذا الموضوع الشائك أيضًا.
زعمت الباحثة ديبورا ويلز أن كتاب «اقتصاد الأعمال الخيرية» عُرِفَ بأنه يحوي دلالات سياسية مبطنة؛ والتي كان من شأنها أن تجعل البعض يؤيدون حجج المعارضين لمدارس الأحد، وآخرون يُهدمونها ويُحاربونها. وقد ابتكرت تريمر برنامجًا إذا تم تطبيقه بشكٍل صحيح فإن مدارس الأحد سوف تكون بمثابة وسيلة لتأسيس الرقابة الاجتماعية، وتكثيف عملية التسلسل الهرمي للطبقات الاجتماعية. ...ولعل كتاب تريمر البسيط والمتواضع هذا قد ظهر كبيان رسمي من الطبقة المتوسطة للاستيلاء على السلطة الاجتماعية، والسياسية، والدينية باسم الأوامر الأخلاقية.
فعلى سبيل المثال زعمت تريمر أن مدارس الأحد تقوم بتعليم طلابها؛ ليس فقط حتى يتمكنوا من قراءة الكتاب المقدس، بل حتى يستطيعوا أيضًا استخراج الاستنتاجات اللاهوتية والسياسية الصائبة منه. وعلاوة على ذلك أفادت تريمر أن مسؤولية تعليم الفقراء تقع على كاهل الطبقة المتوسطة وحدها. فقد استبعدت تريمر الطبقة الأرستقراطية – بما أن ليس لها دور فعال- من برامجها الخيرية، و«أكدت تريمر أن أولئك الذين قاموا بتنظيم مناهج مدارس الأحد هم أنفسهم الذين سيجسدون ويُخلدون الثقافة البرجوازية.» وأشارت ويلز أن هذا هو ما يُميز تريمر عن بقية فاعلي الخير في وقتها مثل هانا مور.
قامت تريمر أيضًا بتأسيس عددًا من المدارس الخيرية في حيّها، والإشراف عليها. وقد أحالت عددًا من الطلاب الواعدين من مدارس الأحد خاصتها – الذين كانت تُقابلهم مرة واحدة فقط في الأسبوع- إلى المدارس الخيرية التي كانت تُقابل طلابها عدة مرات في الأسبوع. وكتبت تريمر في مجلتها أن هذه المدارس " تعطي احتمالات مبشرة بالخير أنها ستحمي عددًا من الأطفال الفقراء من الفساد وارتكاب الآثام."في حين كانت مدارس الأحد تُمول عن طريق الاكتتاب وهو ما تمثل في تبرعات الناس الذين يقطنون في المقاطعة ذاتها، مُولت المدارس الخيرية بشكلِ أساسي من قِبَل "المجتمع لنشر المعرفة المسيحية" (SPCK) التي قامت بتمويل أولى المدارس الخيرية التي أنشئت منذ قرن. انتقدت تريمر طريقة "الصّمْ" المُتّبَعة في المدارس الخيرية، وحاولت ابتكار أساليب تعليمية أكثر ديناميكية في مدارسها، من شأنها أن تُحفز الطلاب على أن يطرحوا عديدًا من الأسئلة. وكتبت في مجلتها:"إن لدي رغبة صادقة في إنشاء دورة تدريس للمدارس الخيرية، فيها يتم تعليم الطلاب مبادئ الدين المسيحي بشكٍل ملموس من أرض الواقع كما وردت في الكتاب المقدس، وليس بطريقة الصّمْ. وأنشأت تريمر أيضًا مدارس الصناعة، لطلابها الأقل مهارة. كان من المفترض أن تقوم هذه المدارس بتعليم الفتيات الحياكة والغزل. في بداية الأمر ظنت تريمر أن هذه المدارس ستُصبح مصدرًا جيدًا للدخل؛ حيث أن الفتيات سيمضين يومهن كاملًا في الحياكة والنسج، لكن ما حدث كان على عكس ما توقعته؛ فلم تكن الفتيات ماهرات؛ وبالتالي قمن بإنتاج منتجات ليست ذات جودة، ولم يتمكن من بيعها. واعترفت تريمر أن هذا المشروع قد فشل.

## روابط خارجية
- سارة تريمر على موقع الموسوعة البريطانية (الإنجليزية)